# Jan Daniël Brachthuizer
Johannes (Jan) Daniël Brachthuizer (Amsterdam, 5 mei 1804 – aldaar, 17 september 1883) was een Nederlands pianist en organist.
Hij werd geboren in het gezin van organist Daniël Brachthuizer en Maria Kippers. Oom Gerrit was organist in Groningen, ook broer Willem Hendrik Brachthuizer werd organist. Hij werd begraven op de Westerbegraafplaats..
Brachthuizer kreeg zijn opleiding van zijn vader, die het orgel van de Nieuwe Kerk bespeelde. Hij moest al vroeg op eigen benen staan (vader was blind en overleed in 1832). Hij werd organist en gaf ook les in het orgelspel, ook aan bijvoorbeeld het Blindeninstituut. Hij was gedurende langere tijd toezichthouder op alle kerkorgels van de Nederlands Hervormde Gemeente in Amsterdam.
Naast het orgelspel had antropologie zijn belangstelling. Zijn verzameling boekwerken bestaande uit geschriften over muziek en antropologie werd in 1886 geveild en bestond uit meer dan 2000 nummers.
Leerlingen van hem zijn pianist Martin Boltes, de blinde organist Jan Hendrik Christoffel ten Broeke en Johan Aron Gullen. Die laatste werd Brachthuizers opvolger inzake toezicht op kerkorgels.
Van zijn hand verscheen:
- Methode voor piano
- De melodieën van de psalmen, ingerigt voor piano, muziekhandelaar Theune & Co (1847)
- Nouvelle méthode pour le piano a l’aide de transpositions
- Allegro pour piano et flute, uitgeverij Theune & Co.
- 55 geharmoniseerde psalmen

- International Standard Name Identifier: 0000 0003 9673 4422
- Nederlandse Thesaurus van Auteursnamen: 137090803
- Virtual International Authority File: 291729036
- WorldCat: E39PBJrKXCY8JtqHqJytPbdxXd